# World Federation of Exchanges
Die World Federation of Exchanges (WFE; früher FIBV – Federation Internationale des Bourses de Valeurs) ist der globale Verband bzw. die internationale Interessenvertretung der Börsen und hat ihr Sekretariat in Paris. Die Gründung erfolgte 1961.

## Mitglieder
Um Mitglied zu werden, müssen die Handelsplätze den WFE Mitgliederkriterien genügen. Kandidaten werden mit einem peer review ausgewählt.
Mit Stand vom März 2022 hatte die WFE 67 Mitglieder:
- Abu Dhabi Securities Exchange (ADX)
- Amman Stock Exchange (ASE)
- Astana International Exchange (AIX)
- Athens Stock Exchange (ATHEX)
- Australian Securities Exchange (ASX)
- B3 - Brasil Bolsa Balcão
- Bahrain Bourse (BHB)
- Bermuda Stock Exchange (BSX)
- Bolsas y Mercados Españoles (BME)
- Bombay Stock Exchange (BSE)
- Bolsa de Comercio de Buenos Aires (BCBA)
- Bolsa de Comercio de Santiago (SSE)
- Bolsa de Valores de Colombia (BVC)
- Bolsa de Valores de Lima (BVL)
- Bolsa Mexicana de Valores (BMV)
- Borsa Istanbul (BIST)
- Börse Luxemburg (LuxSE)
- Boursa Kuwait (KSE)
- Bourse Régionale des Valeurs Mobilières (BRVM)
- Bourse de Casablanca (CSE)
- Bursa Malaysia
- Chicago Board Options Exchange (CBOE)
- China Financial Futures Exchange (CFFEX)
- China Securities Depository and Clearing Corporation (CSDC)
- CME Group
- Colombo Stock Exchange (CSE)
- Cyprus Stock Exchange (CSE)
- Dalian Commodity Exchange (DCE)
- Dar es Salaam Stock Exchange (DSE)
- Deutsche Börse
- Dhaka Stock Exchange (DSE)
- Dubai Financial Market (DFM)
- Depository Trust and Clearing Corporation (DTCC)
- Egyptian Exchange (EGX)
- Euronext
- Ho Chi Minh Stock Exchange (HOSE)
- Hong Kong Exchanges and Clearing (HKEX)
- Indonesia Stock Exchange (IDX)
- Intercontinental Exchange (ICE)
- Japan Exchange Group (JPX)
- JSE Limited (früher Johannesburg Stock Exchange)
- Kasachische Börse (KASE)
- Korea Exchange (KRX)
- London Stock Exchange Group (LSE)
- Malta Stock Exchange (MSE)
- Multi Commodity Exchange of India (MCX)
- Muscat Securities Market (MSM)
- NASDAQ OMX
- Nairobi Securities Exchange (NSE)
- National Stock Exchange of India (NSE)
- Nigerian Stock Exchange (NSE)
- New Zealand Exchange (NZX)
- Options Clearing Corporation (OCC)
- Oslo Børs
- Palestine Exchange (PEX)
- Philippine Stock Exchange (PSE)
- Qatar Exchange (QSE)
- Saudi Stock Exchange (Tadawul)
- Shanghai Futures Exchange (SHFE)
- Shanghai Stock Exchange (SSE)
- Shenzhen Stock Exchange (SZSE)
- Singapore Exchange (SGX)
- SIX Swiss Exchange
- Stock Exchange of Mauritius (SEM)
- Stock Exchange of Thailand (SET)
- Taipei Exchange
- Taiwan Futures Exchange (TAIFEX)
- Taiwan Stock Exchange (TSEC)
- Tel Aviv Stock Exchange (TASE)
- TMX Group
- Zhengzhou Commodity Exchange (ZCE)

## Angegliedert
Mit Stand von März 2022 hatte die WFE 20 angegliederte Mitglieder:
- Asia Pacific Exchange (APEX)
- Börse Baku (BSEX)
- Beirut Stock Exchange (BSE)
- Botswana Stock Exchange (BSE)
- Cape Town Stock Exchange (CTSE)
- Chittagong Stock Exchange (CSE)
- Dubai Gold & Commodities Exchange (DGCX)
- Dutch Caribbean Securities Exchange (DCSX)
- FMDQ Group
- Ghana Stock Exchange (GSE)
- The International Stock Exchange (TISE)
- Latinex - Latin American Stock Exchange
- MERJ Exchange
- MIAX Options
- Namibian Stock Exchange (NSX)
- National Equities Exchange And Quotations (NEEQ)
- Neo Exchange
- Nepal Stock Exchange (NEPSE)
- Pakistan Stock Exchange (PSX)
- Warschauer Wertpapierbörse (GPW)

## Ehemalig
Die russische Börse wurde nach dem russischen Überfall auf die Ukraine 2022 am 4. März 2022 von der WFE ausgeschlossen.
- MICEX-RTS

## Multilaterale Börsenvereinigungen
Während die WFE die Interessen weltweit vertritt, gibt es – quasi eine Ebene tiefer – ebenfalls große multilaterale Börsenvereinigungen:
- Asian and Oceanian Stock Exchanges Federation (AOSEF)
- African Securities Exchanges Association (ASEA)
- Federation of Euro-Asian Stock Exchanges (FEAS)
- Federation of European Securities Exchanges (FESE)
- Ibero-American Federation of Exchanges (FIAB)
- South Asian Federation of Exchanges (SAFE)
- Arab Federation of Exchanges (AFE)

Darüber hinaus ist die WFE auch essentiell in der Sustainable Stock Exchanges Initiative der Vereinten Nationen engagiert.